# Dubowo Drugie
Dubowo Drugie est un village polonais du district administratif de Suwałki, dans le powiat de Suwałki, voïvodie de Podlachie, au Nord-Est du pays. Il est situé à environ 5 km au Sud-Ouest de Suwałki et à 106 km au Nord de la capitale régionale Białystok.